# Carl Hartman (botaniker)
Carl Hartman, född 5 juni 1824 på Ulriksdals slott, Solna församling, Stockholms län, död 19 april 1884 i Örebro, var en svensk botaniker. Han var son till Carl Johan Hartman och bror till Robert Vilhelm Hartman samt far till Carl Wilhelm Hartman. Auktorsnamnet C.Hartm. kan användas för Carl Hartman (botaniker) i samband med ett vetenskapligt namn inom botaniken; se Wikipediaartiklar som länkar till auktorsnamnet.
Hartman blev student vid Uppsala universitet 1842 och filosofie magister där 1848. Han utnämndes 1852 till lärare i naturvetenskap vid Ateneum i Gävle och fick 1859 transport som lektor i naturvetenskap till Högre läroverket i Örebro. Alltifrån sina yngre år företog Hartman botaniska resor i olika delar av Sverige och Norge. Han vistades 1849-50 i London för att genomgå Carl von Linnés herbarium och gjorde 1867 med statsunderstöd en naturvetenskaplig resa i Österrike och södra Tyskland.
Hartman författade flera avhandlingar, bland vilka märks Anteckningar vid de skandinaviska växterna i Linnés herbarium (Vetenskapsakademiens Handlingar, 1849–1850) och Nerikes mollusker (1864). Dessutom utgav han nya utökade upplagor av faderns floror, av vilka särskilt elfte upplagan av handboken av honom alldeles omarbetades, samt Skandinaviens förnämsta ätliga och giftiga svampar (1874).